# فراری (ترانه دل شانون)
«فراری» (انگلیسی: Runaway) تک‌آهنگی از هنرمند اهل ایالات متحده آمریکا دل شانون است که در فوریه ۱۹۶۱ منتشر شد. عمده شهرت این ترانه به دلیل قرار گرفتن در فهرست برتر ۱۰۰ ترانه بیلبورد هیت سال ۱۹۶۱ می‌باشد، این ترانه توسط دل شانون و نوازنده کیبورد، مکس کروک ساخته شد و در همان زمان باعث یک شهرت بین‌المللی بزرگ گردید، این ترانه با شماره ۴۷۲ در لیست رولینگ استون از ۵۰۰ ترانه منتخب و برگزیده همه دوران‌ها در سال ۲۰۱۰ قرار گرفت.